# Nestroy-Theaterpreis/Beste Regie

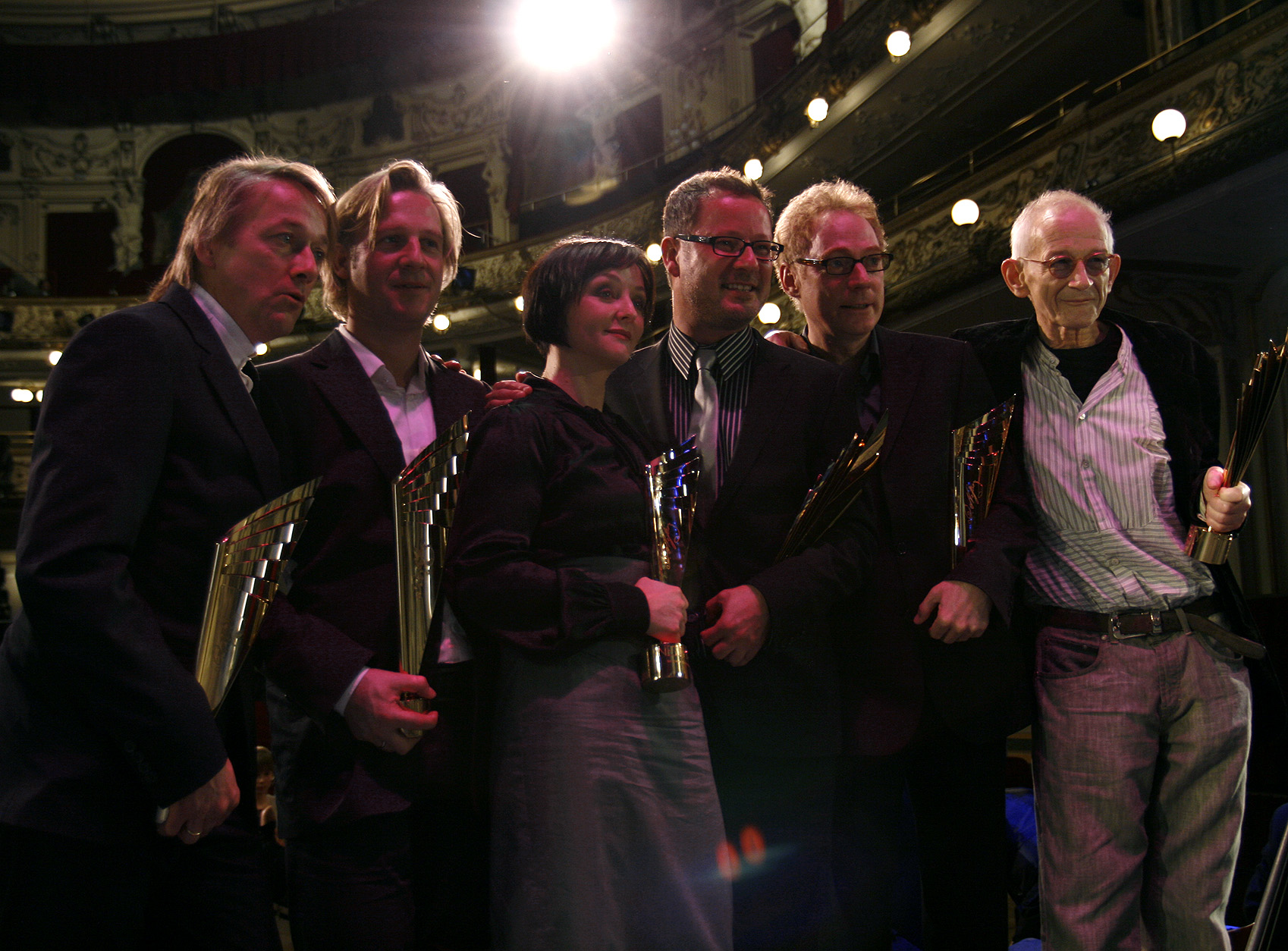
Stefan Bachmann (2.v.l.), 2008

Seit 2000 wird beim Nestroy-Theaterpreis der Beste Theaterregisseur geehrt.

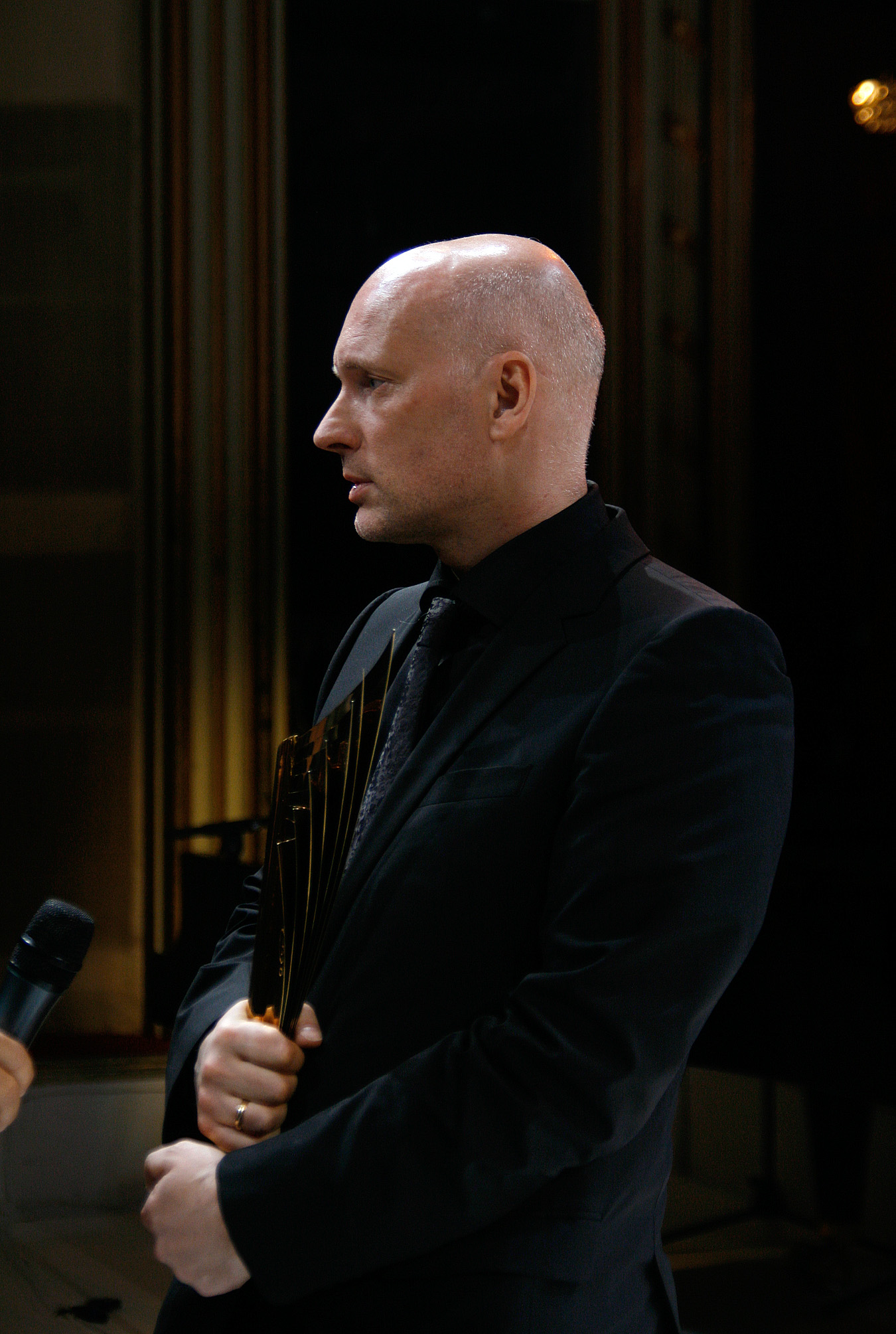
Alvis Hermanis, 2010

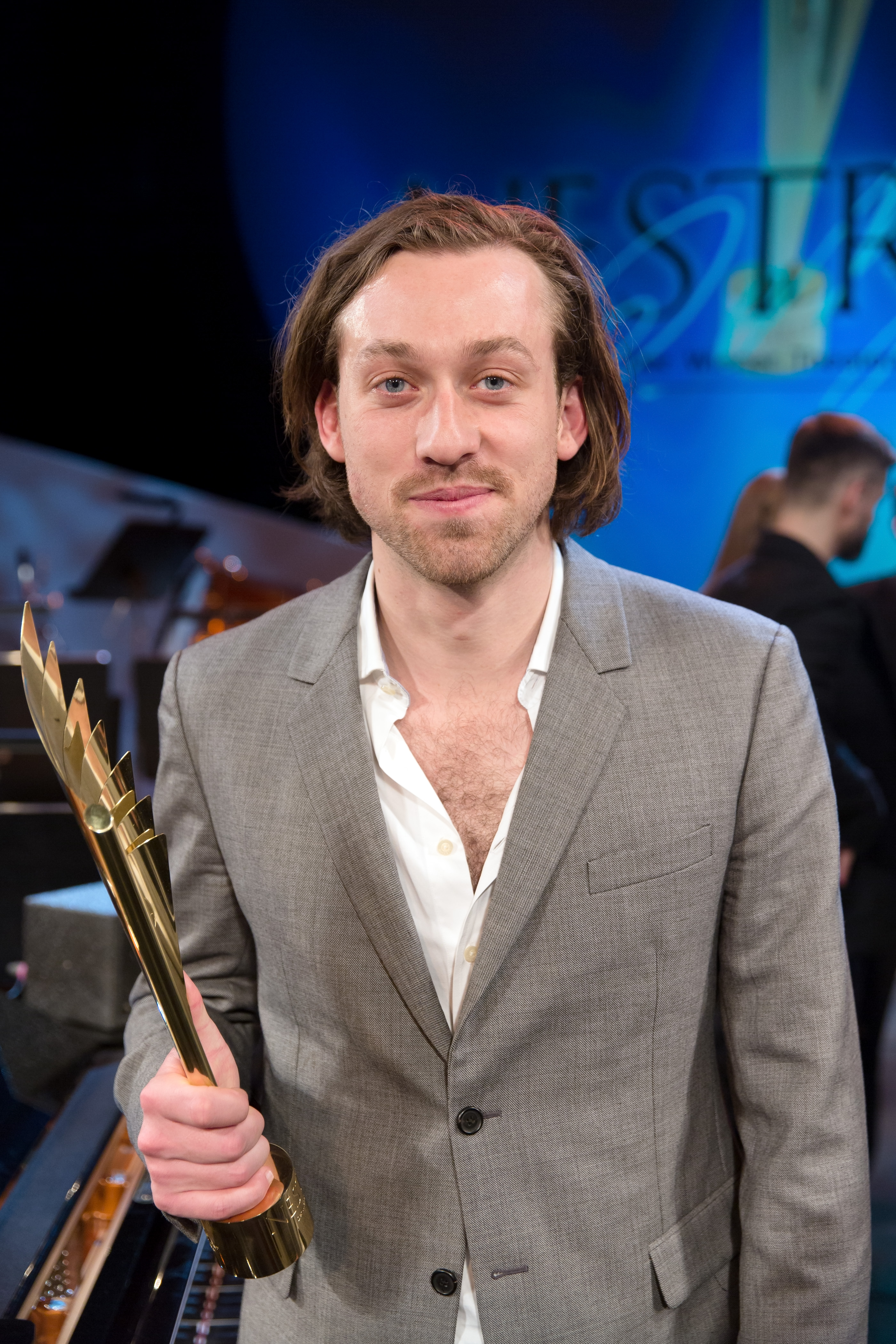
Simon Stone, 2015

## Preisträger
| Jahr | Preisträger          | Inszenierung                                | Ort der Aufführung                                                              | Weitere Nominierte |
| ---- | -------------------- | ------------------------------------------- | ------------------------------------------------------------------------------- | --- |
| 2000 | Luc Bondy            | Die Möwe                                    | Akademietheater                                                                 | - Martin Kušej für Weh dem, der lügt! - Anselm Weber für Das Blut |
| 2001 | Peter Zadek          | Rosmersholm                                 | Akademietheater                                                                 | - Andrea Breth für Der jüngste Tag* - Dimiter Gotscheff für Das Pulverfass |
| 2002 | Michael Schottenberg | Der Talisman                                | Volkstheater                                                                    | - Andrea Breth für Maria Stuart - Barrie Kosky für Medea |
| 2003 | Andrea Breth         | Emilia Galotti                              | Burgtheater                                                                     | - Matthias Fontheim für Das weite Land - Nicolas Stemann für Das Werk |
| 2004 | Stephan Kimmig       | Das goldene Vlies                           | Burgtheater                                                                     | - Igor Bauersima für Bérénice de Molière - Sebastian Nübling für Wilde oder der Mann mit den traurigen Augen                                                                                            |
| 2005 | Christoph Marthaler  | Schutz vor der Zukunft                      | Wiener Festwochen                                                               | - Martin Kušej für König Ottokars Glück und Ende - Nicolas Stemann für Babel |
| 2006 | Karin Beier          | Kleinbürger                                 | Akademietheater                                                                 | - David Bösch für Viel Lärm um Nichts - Christiane Pohle für Die versunkene Kathedrale |
| 2007 | Grzegorz Jarzyna     | Medea                                       | Kasino am Schwarzenbergplatz                                                    | - Luc Bondy für König Lear - Simon McBurney für A Disappearing Number |
| 2008 | Stefan Bachmann      | Verbrennungen                               | Akademietheater                                                                 | - Christiane Pohle für Freier Fall - Nicolas Stemann für Die Räuber |
| 2009 | Martin Kušej         | Der Weibsteufel                             | Akademietheater                                                                 | - Viktor Bodó für Die Stunde da wir nichts voneinander wussten - Christoph Schlingensief für Mea Culpa. Eine ReadyMadeOper                                                                              |
| 2010 | Alvis Hermanis       | Eine Familie                                | Akademietheater                                                                 | - Lukas Bangerter für worst case - Roland Schimmelpfennig für Der goldene Drache |
| 2011 | Andrea Breth         | Zwischenfälle                               | Akademietheater                                                                 | - Bernd Liepold-Mosser für Amerika - Thomas Ostermeier für Maß für Maß |
| 2012 | Stephanie Mohr       | Woyzeck & The Tiger Lillies                 | Vereinigte Bühnen Wien/MuseumsQuartier                                          | - Elmar Goerden für John Gabriel Borkman - Thomas Vinterberg für Die Kommune |
| 2013 | Michael Thalheimer   | Elektra                                     | Burgtheater                                                                     | - Martin Kušej für In Agonie - Georg Schmiedleitner für Kasimir und Karoline |
| 2014 | Krystian Lupa        | Holzfällen                                  | Schauspielhaus Graz                                                             | - Antonio Latella für Die Wohlgesinnten - Michael Schottenberg für Woyzeck |
| 2015 | Simon Stone          | John Gabriel Borkman                        | Akademietheater in Koproduktion mit den Wiener Festwochen und dem Theater Basel | - Elmar Goerden – Kafka – Theater in der Josefstadt - Sebastian Nübling – Noise – Koproduktion der Wiener Festwochen mit junges theater basel                                                           |
| 2016 | Andrea Breth         | Diese Geschichte von Ihnen                  | Akademietheater                                                                 | - Anna Bergmann – Fräulein Julie – Theater in der Josefstadt - Jan-Christoph Gockel – Imperium – Schauspielhaus Wien                                                                                    |
| 2017 | Elmar Goerden        | Bühnenfassung von Die Verdammten            | Theater in der Josefstadt                                                       | - Jan Bosse – Die Welt im Rücken – Akademietheater - Mateja Koležnik – Die Wildente – Theater in der Josefstadt                                                                                         |
| 2018 | Dušan David Pařízek  | Vor Sonnenaufgang                           | Akademietheater                                                                 | - Thomas Köck und Elsa-Sophie Jach – Die Zukunft reicht uns nicht (klagt, Kinder klagt!) – Schauspielhaus Wien - Simon Stone – Hotel Strindberg – Akademietheater in Koproduktion mit dem Theater Basel |
| 2019 | Johan Simons         | Woyzeck                                     | Koproduktion Burgtheater, Schauspielhaus Bochum, Akademietheater                | - Kornél Mundruczó – Liliom – Koproduktion Salzburger Festspiele, Thalia Theater Hamburg - Dušan David Pařízek – König Ottokars Glück und Ende – Volkstheater Wien                                      |
| 2020 | Florentina Holzinger | TANZ. Eine sylphidische Träumerei in Stunts | Koproduktion Spirit mit Tanzquartier Wien                                       | - Viktor Bodó – Peer Gynt – Volkstheater Wien - Amélie Niermeyer – Der Kirschgarten – Theater in der Josefstadt                                                                                         |
| 2021 | Barbara Frey         | Automatenbüfett                             | Akademietheater                                                                 | - Ben Kidd und Bush Moukarzel – Alles, was der Fall ist – Akademietheater - Anita Vulesica – dritte republik (eine vermessung) – Schauspielhaus Graz                                                    |
| 2022 | Claudia Bauer        | humanistää! – eine abschaffung der sparten  | Volkstheater                                                                    | - Kelly Copper / Pavol Liška – Karoline und Kasimir – Noli me tangere – Volkstheater - Simon Stone – Komplizen – Burgtheater                                                                            |
| 2023 | Tomas Schweigen      | Faarm Animaal                               | Schauspielhaus Wien                                                             | - Lucia Bihler – Die Eingeborenen – Burgtheater/Akademietheater - Markus Öhrn – Szenen einer Ehe – Volkstheater                                                                                         |
| 2024 | Kornél Mundruczó     | Parallax                                    | Proton Theater, Wiener Festwochen                                               | - Lucia Bihler – Die Verwandlung – Burgtheater/Akademietheater - Anne Lenk – Von einem Frauenzimmer – Schauspielhaus Graz                                                                               |

| Am häufigsten ausgezeichnete/r Regisseur/in       | Andrea Breth (3 Auszeichnungen)   |
| Am häufigsten nominierte/r Regisseur/in           | Andrea Breth (5 Nominierungen)    |
| Am häufigsten nominierte/r Regisseur/in ohne Sieg | Nicolas Stemann (3 Nominierungen) |